# Negrea (okręg Gałacz)
Negrea – wieś w Rumunii, w okręgu Gałacz, w gminie Schela. W 2011 roku liczyła 667 mieszkańców.